# Andrea Ranocchia
Andrea Ranocchia (Asís, Italia, 16 de febrero de 1988) es un exfutbolista italiano que jugaba como defensa y su último equipo fue la Associazione Calcio Monza. Fue internacional absoluto con la selección italiana, con la que disputó 21 partidos.

## Trayectoria

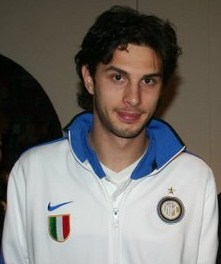
Andrea Ranocchia con la indumentaria del Inter de Milán.

Ranocchia inició su carrera como futbolista profesional en el Arezzo, equipo con el cual debutó en la Serie B a los 18 años de edad. En agosto de 2008, el Génova lo fichó y lo cedió en préstamo al Bari, donde ganó el campeonato de Serie B. En la temporada siguiente hizo su debut en la Serie A formando un dúo en la defensa junto con Leonardo Bonucci. Una vez que terminó la cesión en Bari, regresó a la plantilla del Génova para la disputar la temporada 2010-11. En julio de 2010, el Inter de Milán compró la mitad de los derechos del defensa, pero siguió en el Génova. Ranocchia hizo su debut con el Génova en el primer día del campeonato, el 28 de agosto contra el Udinese Calcio.
El 27 de diciembre, el presidente del Génova, Enrico Preziosi anunció que había vendido la segunda mitad de los derechos al Inter por la cantidad de 12,5 millones de euros. Su debut con la camiseta nerazzurri se produjo el 12 de enero de 2011 en la victoria de su club por 3-2 contra el Génova en la Copa Italia 2010-11. Su debut en competición internacional, se produjo el 23 de febrero de 2011, en el encuentro de ida de los octavos de final de la Liga de Campeones ante el Bayern de Múnich de Alemania. Ostentó la capitanía del Inter durante la temporada 2014-15, tras heredar el brazalete de Javier Zanetti. en enero de 2016 fue cedido a la U. C. Sampdoria por 6 meses. Tras su paso en Génova regresó al Inter y en enero del 2017 es nuevamente cedido al Hull City A. F. C. de la Premier League.
El 21 de junio de 2022 llegó a la A. C. Monza en condición de agente libre. Debutó el 7 de agosto en la Copa Italia ante el Frosinone Calcio. El 21 del mismo mes fue dado de baja por una lesión en el peroné luego de participar en la derrota ante la S. S. C. Napoli. El 21 de septiembre el club anunció que el jugador rescindió su contrato y al día siguiente anunció su retiro.

## Selección nacional
Como internacional italiano, ha pasado por la selección sub-20 y sub-21, con la que alcanzó el tercer puesto en el Europeo de 2009. Con la selección italiana absoluta fue internacional en 21 ocasiones, haciendo su debut, el 17 de noviembre de 2010, en un encuentro amistoso ante Rumania que finalizó 1-1.

## Estadísticas

### Clubes
Actualizado al último partido disputado en su carrera deportiva.
| Club                          | Temporada     | Liga  | Liga  | Copas nacionales * | Copas nacionales * | Copas internacionales ** | Copas internacionales ** | Total | Total |
| Club                          | Temporada     | Part. | Goles | Part.              | Goles              | Part.                    | Goles                    | Part. | Goles |
| ----------------------------- | ------------- | ----- | ----- | ------------------ | ------------------ | ------------------------ | ------------------------ | ----- | ----- |
| U. S. Arezzo · Italia         | 2006-07       | 24    | 1     | 5                  | 1                  | 0                        | 0                        | 29    | 2     |
| U. S. Arezzo · Italia         | 2007-08       | 32    | 0     | 0                  | 0                  | 0                        | 0                        | 32    | 0     |
| U. S. Arezzo · Italia         | Total club    | 56    | 1     | 5                  | 1                  | 0                        | 0                        | 61    | 2     |
| A. S. Bari · Italia           | 2008-09       | 17    | 1     | 0                  | 0                  | 0                        | 0                        | 17    | 1     |
| A. S. Bari · Italia           | 2009-10       | 17    | 2     | 1                  | 0                  | 0                        | 0                        | 18    | 2     |
| A. S. Bari · Italia           | Total club    | 34    | 3     | 1                  | 0                  | 0                        | 0                        | 35    | 3     |
| Genoa C. F. C. · Italia       | 2010-11       | 16    | 2     | 1                  | 0                  | 0                        | 0                        | 17    | 2     |
| Genoa C. F. C. · Italia       | Total club    | 16    | 2     | 1                  | 0                  | 0                        | 0                        | 17    | 2     |
| Inter de Milán · Italia       | 2010-11       | 18    | 1     | 4                  | 0                  | 4                        | 0                        | 26    | 1     |
| Inter de Milán · Italia       | 2011-12       | 12    | 1     | 3                  | 0                  | 2                        | 0                        | 17    | 1     |
| Inter de Milán · Italia       | 2012-13       | 32    | 2     | 3                  | 1                  | 10                       | 0                        | 45    | 3     |
| Inter de Milán · Italia       | 2013-14       | 24    | 1     | 2                  | 1                  | 0                        | 0                        | 26    | 2     |
| Inter de Milán · Italia       | 2014-15       | 33    | 2     | 1                  | 0                  | 8                        | 0                        | 42    | 2     |
| Inter de Milán · Italia       | 2015-16       | 10    | 0     | 0                  | 0                  | 0                        | 0                        | 10    | 0     |
| Inter de Milán · Italia       | Total club    | 129   | 7     | 13                 | 2                  | 24                       | 0                        | 166   | 9     |
| U. C. Sampdoria · Italia      | 2015-16       | 14    | 0     | 0                  | 0                  | 0                        | 0                        | 14    | 0     |
| U. C. Sampdoria · Italia      | Total club    | 14    | 0     | 0                  | 0                  | 0                        | 0                        | 14    | 0     |
| Inter de Milán · Italia       | 2016-17       | 5     | 0     | 0                  | 0                  | 4                        | 0                        | 9     | 0     |
| Inter de Milán · Italia       | Total club    | 5     | 0     | 0                  | 0                  | 4                        | 0                        | 9     | 0     |
| Hull City A. F. C. Inglaterra | 2016-17       | 16    | 2     | 0                  | 0                  | 0                        | 0                        | 16    | 2     |
| Hull City A. F. C. Inglaterra | Total club    | 16    | 2     | 0                  | 0                  | 0                        | 0                        | 16    | 2     |
| Inter de Milán · Italia       | 2017-18       | 11    | 2     | 2                  | 0                  | 0                        | 0                        | 13    | 2     |
| Inter de Milán · Italia       | 2018-19       | 4     | 0     | 1                  | 0                  | 2                        | 1                        | 7     | 1     |
| Inter de Milán · Italia       | 2019-20       | 7     | 0     | 3                  | 1                  | 2                        | 0                        | 12    | 1     |
| Inter de Milán · Italia       | 2020-21       | 8     | 0     | 1                  | 0                  | 0                        | 0                        | 9     | 0     |
| Inter de Milán · Italia       | 2021-22       | 6     | 0     | 1                  | 1                  | 3                        | 0                        | 10    | 1     |
| Inter de Milán · Italia       | Total club    | 36    | 2     | 8                  | 2                  | 7                        | 1                        | 51    | 5     |
| A. C. Monza · Italia          | 2022-23       | 1     | 0     | 1                  | 0                  | 0                        | 0                        | 2     | 0     |
| A. C. Monza · Italia          | Total club    | 1     | 0     | 1                  | 0                  | 0                        | 0                        | 2     | 0     |
| Total carrera                 | Total carrera | 308   | 17    | 28                 | 5                  | 35                       | 1                        | 371   | 23    |

- (*) Copa Italia.
- (**) Liga de Campeones de la UEFA.

## Palmarés

### Campeonatos nacionales
| Título              | Club           | País   | Año     |
| ------------------- | -------------- | ------ | ------- |
| Serie B             | A. S. Bari     | Italia | 2008-09 |
| Copa Italia         | Inter de Milán | Italia | 2010-11 |
| Serie A             | Inter de Milán | Italia | 2020-21 |
| Supercopa de Italia | Inter de Milán | Italia | 2021    |
| Copa Italia         | Inter de Milán | Italia | 2021-22 |